# Agilbert
Agilbert (zm. ok. 680) – z pochodzenia Frank, święty Kościoła katolickiego.
Kształcił się w  Irlandii. Był biskupem misyjnym u Sasów i biskupem Paryża w latach ok. 666-680. Odegrał znaczną rolę podczas synodu w Whitby zwołanego w 664 roku przez króla Northumbrii Oswiu, mającego na celu rozwiązanie sporu pomiędzy Kościołami: iroszkockim i rzymskim.
Jego wspomnienie liturgiczne obchodzone jest  11 października.